# 布鲁塞尔市政厅
布鲁塞尔市政厅（法語：hôtel de ville de Bruxelles）是布鲁塞尔市市政厅的驻地，坐落于比利时布鲁塞尔大广场中间，乃始建于中世纪的哥特式建筑。
该市政厅最古老的部分是其东翼（即正对时的左侧）。该翼与小钟楼一起都是在雅各布·范蒂嫩（Jacob van Thienen）指导下始建于1402－1420年，此后的增建并非最初预见。但是，工艺同业公会准入这座传统上的贵族城市政府可能激起了扩建建筑的兴趣。第二个更短的翼在大胆的查理1444年垒起第一块石头后的5年内完工。右翼由纪尧姆·德·沃格尔（Guillaume (Willem) de Voghel）建筑，他在1452年还建了大堂（Magna Aula）。